# Hyeja

## Biographie
Hyeja japonais : Eji (慧慈 or 恵慈, année de naissance inconnue - 22 février 623 selon le calendrier lunaire, 31 mars 623 selon le calendrier solaire 623) est le premier moine bouddhiste coréen arrivé de Goguryeo au Japon en 595 durant la période Asuka. Il initie Shōtoku Taishi au Bouddhisme.
Il propage le Bouddhisme au Japon et réside au temple Hōkō-ji (法興寺) l'actuel Ango-in (安居院) c'est-à-dire Asuka-dera (飛鳥寺) avec le prêtre Esō (en) venu de Baekje. Ensemble ils sont appelés Sanpō no Tōryō (三宝の棟梁 « Le chef des trois trésors »). 
En 615, il rentre dans son pays natal, Goguryeo, avec un carnet d'annotation d'écritures bouddhistes écrit par Shōtoku Taishi.
Le Nihon Shoki relate la très haute opinion que le moine se faisait du Prince, décrivant le disciple comme plus saint que son propre maître. Quand il apprend que Shōtoku Taishi est mort le 22 février 622, il en éprouve beaucoup de chagrin et fait le serment de le rejoindre dans la Terre Pure (浄土 paradis) le même jour de l'année suivante.  Il réunit les autres moines pour un exercice commun, et fait le sermon suivant : 

« Dans le pays du Japon, il y avait un Saint (Hijiri 聖) nommé Kamitsumiya Toyotomimi (l'un des noms de Shōtoku). Véridiquement, c'est par la volonté céleste qu'il naquit au Japon en possédant cette extraordinaire vertu de Sainteté. Il maîtrisait entièrement les trois principes (Sansai, référence au Yijing, qui désigne les "trois talents" Tenchijin, soit le Ciel, la Terre et l'Humanité, ce qui signifie, comme l'écrit Aston, que le Prince Shōtoku était aussi un philosophe) et il suivait les prescriptions des Saints d'autrefois. Il avait un profond respect pour les Trois Trésors, et il délivrait le peuple du danger. Il était vraiment un Saint splendide. Mais maintenant, le Prince Impérial a péri ! Bien que je ne sois qu'un métèque (Banbetsu) nous étions bons amis. Comment pourrais-je continuer à vivre sans lui ? Au même jour de l'année prochaine je mourrais sûrement, et je rejoindrais dans la Terre Pure le Grand Prince Kamitsumiya, et nous guiderons ensemble le changement des gens. »

Leurs contemporains, qui semblent avoir considéré leurs trépas comme une punition, commentent ainsi la déclaration du vieux moine : « Non seulement le Prince est un Hijiri, mais Eji est un sage lui aussi. » 
Hyeja accomplit son serment et meurt le 22 février 623.